# شهرستان مرین (تگزاس)
مـَـریـِـن یکی از شهرستان‌های ایالت تگزاس می‌باشد.
این شهرستان در شرق این ایالت است.
جمعیت این شهرستان در سال ۲۰۱۰ میلادی معادل ۱۰٬۵۴۶ نفر بود.